# Wadi Dadis
Wadi Dadis (Wādī Dādis) – okresowa rzeka w południowym Maroku, wypływa z gór Atlasu Wysokiego, o długości 350 km. 
Prawy dopływ rzeki Wadi Dara, największy przepływ osiąga najsilniej w okresie od listopada do marca. Przepływa przez wąwóz Dadis wyżłobiony przez rzekę w Atlasie Wysokim i sięgającym 500 metrów wysokości. Wpada do rzeki Wadi Dara w rejonie miejscowości Warzazat - dawnej francuskiej fortecy na skraju Sahary.
Tereny wokół rzeki zamieszkane są przez Berberów uprawiających figi, migdały i krzewy różane do produkcji wody różanej.
Źródło

Cudowny świat: najpiękniejsze zakątki i krajobrazy,Przegląd Readers Digest, 2000 ISBN 83-88243-10-1